# Історія сексуальності
Історія сексуальності (фр. L'Histoire de la sexualité) — це чотиритомне дослідження французького історика та філософа Мішеля Фуко про сексуальність у західному світі, в якому автор досліджує появу «сексуальності» як дискурсивного об'єкта та окремої сфери життя та стверджує, що уявлення про те, що кожна людина має Сексуальність є відносно нещодавнім розвитком у західних суспільствах. Перший том «Воля до знання» (La volonté de savoir) був уперше опублікований у 1976 році; англійський переклад з'явився в 1978 році. Використання насолоди (L'usage des plaisirs) і Турбота про себе (Le souci de soi) були опубліковані в 1984 році. Четвертий том, Сповідь плоті (Les aveux de la chair), була опублікована посмертно в 2018 році.
У першому томі Фуко критикує «репресивну гіпотезу», ідею про те, що західне суспільство пригнічувало сексуальність з 17-го до середини 20-го століття через зростання капіталістичного суспільства. Фуко стверджує, що дискурс про сексуальність фактично поширився в цей період, під час якого експерти почали досліджувати сексуальність у науковий спосіб, заохочуючи людей зізнаватися у своїх сексуальних почуттях і діях. За словами Фуко, у 18-му та 19-му століттях суспільство все більше цікавилося сексуальністю, яка не вписувалася в подружні зв'язки: «світом збочень», який включає сексуальність дітей, психічно хворих, злочинців і гомосексуалістів, в той час як до 19-го століття сексуальність охоче досліджували як через сповідь, так і через наукові дослідження. У томах 2 і 3 автор звертається до ролі сексу в грецькій і римській античності. У другому томі Фуко розглядає роль сексу в грецькій і римській старовині. Фуко ставить собі за мету вивчити поняття «сексуальності» в грецькій культурі та провести теоретичний та практичний аналіз. Вивчаючи використання задоволень у грецькому світі, автор аналізує 4 основні типи стилізації статевої поведінки у грецькій культурі: у дієтетиці — щодо тіла; в економіці — щодо шлюбу; в еротиці — щодо юнаків; у філософії — щодо істини.
Книга отримала неоднозначний прийом: одні рецензенти хвалили її, а інші критикували науку Фуко. Ідея про те, що сексуальність, включаючи гомосексуалізм, є соціальною конструкцією, пов'язана більше з «Історією сексуальності», ніж з будь-якою іншою роботою.

## Том 2. Використання насолоди

### Розділ 1. Моральна проблематизація задоволень
При розгляді питання «сексуальності» у грецькому розумінні автор спирається на три поняття, які часто згадуються у міркуваннях на тему статевої моралі:
- aphrodisia — поняття, з допомогою якого можна визначити етичну субстанцію;
- chrēsis — поняття, що дозволяє визначити тип підпорядкування визначення моральної цінності;
- enkrateia — «влада над собою», для конституювання себе як моральний суб'єкт.

На прикладі Августина у «Сповіді» Фуко пояснює, що aphrodisia — це акти, рухи, торкання, що приносять задоволення певної форми. Розглядаючи тему сексуальності, Фуко звертається до твору Платона «Філеб», в якому він пояснює, що бажання може існувати тільки в душі, «оскільки якщо тіло перебуває у владі злиднів, то саме душа може за допомогою спогаду зробити бажану річ присутньою і, як наслідок, порушити epithumia».
Термін chrēsis визначає спосіб, за допомогою якого людина здійснює свою статеву активність, визначає умови, відповідно до яких здійснює статеві акти та контролює їх.
Автор вважає, що необхідно позначити три стратегічні аспекти для позначення використання задоволень: стратегія потреби, стратегія моменту та стратегія статусу. Як приклад однієї з такої стратегії Фуко наводить скандальну поведінку Діогена, який у разі потреби, викликаної статевим потягом, задовольняв себе в громадському місці на очах у всіх, оскільки прирівнював статеве задоволення до таких самих природних бажань, як і є, тому любив «усім займатися на увазі у всіх, чи то їжа чи любов».
Термін enkrateia в класичній епосі використовувався для позначення форми ставлення до себе, яка необхідна для моралі насолод. Такі мислителі, як Ксенофонт і Платон, інтерпретують це поняття як помірність, яка є однією з основних чеснот. Так, enkrateia означає напруженість, стриманість над своїми насолодами та бажаннями.
Фуко пише, що поводитися морально, стримуючи свої бажання, «можна лише зайнявши по відношенню до задоволень позицію єдиноборства». Необхідно уявити себе супротивником під час поєдинку, щоб приборкати свої дикі бажання, які приваблюють душею під час сну.
Таким чином, автор приходить до висновку, що всі три складові: бажання, що веде до акту, акт, пов'язаний із задоволенням, та задоволення, що збуджує бажання, утворюють поняття статевої поведінки.

### Розділ 2. Дієтетика
У другому розділі автор розкриває мету моральної рефлексії у грецькій культурі, яка полягає у стилізації свободи, що здійснюється «вільною» людиною.
Греки не зараховували статеве задоволення до стигматів гріхопадіння. Однак грецькі лікарі були стурбовані здоров'ям та статевою активністю та розвинули цілу окрему область, яка присвячена небезпекам статевої практики. У область дієтетики входить «все, що слід практикувати з правильним заходом». За допомогою даної галузі знання лікарі становили певний режим людині з урахуванням таких елементів життя людини, як фізична підготовка, стать, вік та коригували систему харчування, режим сну, комплекс фізичних вправ і навіть параметри правильного сну, що впливають на її якість: наприклад, тип ліжка або його твердість.
Велике значення греки відводять поняттю поміркованості як у фізичному, і моральному рівні. Так, вони встановлювали собі численні заборони як щодо харчування, а й критикували будь-які зловживання щодо фізичних вправ і статевого життя.
Далі Фуко свідчить про позитивні результати дотримання режиму, звертаючись до Сократу. Сократ вважає, що гімнастика надає сприятливий вплив там, де найменше цього від неї очікують, а саме на перебіг думок та формування моральної твердості. Таким чином, мета підтримки режиму полягає у уникненні крайнощів. Автор розглядає режим aphrosia, який сам не несе нічого поганого, але при цьому вимагає прояву певного занепокоєння.
Перша група ризиків належить до наслідків статевого акту тіла індивіда. Згідно з Піфагором «aphrosia можна поступатися взимку, але не можна поступатися влітку; менш небезпечні вони навесні і восени, небезпечні ж у будь-яку пору для здоров'я і погані».
Заснування другої групи ризиків — турбота про потомство. Платон у «Законах» підкреслює, що необхідно вжити всіх запобіжних заходів на користь батьків і всього поліса.
По-перше, подружжя має виявити увагу під час першого статевого акту після укладення шлюбу. По-друге, подружжя має дотримуватися запобіжних заходів щодня протягом усього шлюбу, бо «якої ночі — чи дня — буде за допомогою бога зачата дитина». У разі недотримання запобіжних заходів все це відобразиться в душі і тілі дитини.

### Розділ 3. Економіка
У наступному розділі автор розглядає проблемні форми статевих відносин між чоловіком та дружиною у грецькій думці. Як пояснення грецької думки про статеві стосунки Фуко наводить судову промову «Проти Неери»: «Гетер ми заводимо заради насолоди, наложниць — заради щоденних тілесних потреб, тоді як дружин ми беремо заради того, щоб мати від них законних дітей, а також щоб мати у будинку вірного вартового свого майна».
Розбираючи цю проблему, автор порівнює християнську та грецьку модель належної статевої поведінки. Головна відмінність виходить із моногамного зобов'язання, завдання якого полягає не в хтивості, а в дітородженні.
Далі Фуко розглядає сімейний та громадянський статус дружини та чоловіка. Частина зобов'язань дружини є подружня статева практика і вірність чоловікові, тоді як чоловік повинен дотримуватися по відношенню до дружини лише певних зобов'язань. До таких, наприклад, належать статевий акт із дружиною не менше трьох разів на місяць та повага дружини. Загалом і загалом чоловік має єдину заборону — вступати в інший шлюб. Чоловік у шлюбі може відвідувати повій, мати зв'язок з іншою жінкою, а також бути коханцем юнака. Це тим, що у грецькій культурі шлюб передбачає принципу подвійний статевої монополії, що полягає у взаємної вірності подружжя.
Що стосується організації будинку в грецькій культурі, Фуко наводить «Домобуд» Ксенофонта, який містить набір рекомендацій, як слід керувати домом та землею. Йдеться про вузьку групу земельних власників, яким належить підтримувати та примножувати сімейне надбання для передачі його своєму потомству.
Ведення сімейного надбання передбачало займатися своїм господарством так, щоб це було корисно в першу чергу для самого господаря, оскільки господарювання являло собою фізичну працю, сприяло благочестю і сприялоУ четвертому розділі Фуко стверджує, що використання задоволень для юнаків у грецькій культурі викликало занепокоєння. Незважаючи на парадоксальність поширеної думки про гомосексуальність серед греків, насправді справжнє уявлення про гомосексуальність слабко підходить для характеристики системи обмежень, настільки відмінних від наших. дружнім відносинам, даючи можливість виявити щедрість.
Суть мистецтва ведення економіки полягає в тому, що дружина — господиня будинку виявляється головною дійовою особою у веденні та управлінні будинку. Ксенофонт стверджує, що «якщо жінка хороша учениця в господарстві, вона має однакове значення з чоловіком для доброго домоводства; при такому порядку кошти входять до будинку завдяки діяльності чоловіка, а витрачається більша їхня частина за розпорядженням дружини».

### Розділ 4. Еротика
У четвертому розділі Фуко стверджує, що використання задоволень для юнаків у грецькій культурі викликало занепокоєння. Незважаючи на парадоксальність поширеної думки про гомосексуальність серед греків, насправді справжнє уявлення про гомосексуальність слабко підходить для характеристики системи обмежень, настільки відмінних від наших.
Грецька думка поділяє людину помірковану і володарює над самим собою від людини, що віддається задоволенням.
Для греків бути морально розбещеним — бути нездатним встояти перед жінками, ні перед юнаками. Щоб продемонструвати поміркованість, вказували, що людина здатна утримуватись як від юнаків, так і від жінок.
Поняття бісексуальності греки характеризують як свободу вибору, яку вони надали собі щодо обох статей. Греки пояснюють своє бажання як до жінки, так і у чоловіка тим, що «природа вклала в серце чоловіка бажання до всіх тих, хто прекрасний, якою б не була при цьому їхня стать».
Щодо поняття толерантності та нетолерантності, то тут все досить неоднозначно. З одного боку, любов до юнаків була вільною в тому сенсі, що вона знаходила свій дозвіл у законах, допускалася громадською думкою, підтримувалася в рамках соціальних інститутів (військовий та педагогічний) і, нарешті, була наділена високою культурною цінністю внаслідок безлічі літературних текстів, яких описувалися її переваги.
Однак, з іншого боку, така свобода межувала з розпустою і можливістю заплямувати свою репутацію, яка виражалася в зневагах до надто доступних і корисливих юнаків та засудження женоподібних чоловіків.

### Розділ 5. Справжнє кохання
В останньому розділі мова йтиме про грецьку рефлексію щодо любові до юнаків. Це питання стало основою встановлення зв'язку між використанням задоволень та доступом до істини. Любов до юнаків греки чітко поділяють із поняттям еротики, що ставила питання про відповідну поведінку юнака та його шанувальника.
До питання розмежування любові тілесної і душевної Фуко звертається до праці Ксенофонта. Ксенофонт характеризує тілесну любов як нижчу, тоді як любов душі істинну і намагається знайти в дружбі, оскільки будь-який зв'язок має будуватися на основі дружби. Справжнє кохання та, де крім краси тіла, душі, необхідної освіти, сміливого, вільного та мужнього характеру присутня повага до партнера. Саме повага до коханого в тому, що він є насправді, мала задавати власну форму та власний стиль стриманості.